# 美月玲
美月玲（日语：／ Midzuki Rin），日本年少偶像。

## 生平
2007年7月6日，美月推出了寫真DVD《11才的她》（11才の彼女），於當中以身穿藍色丁字褲泳衣、緊身衣等衣物的姿態登場。9月7日，她的寫真DVD《秋千》開售，這部DVD收錄了她身穿紅色比基尼、丁字褲的樣子。11月2日，她以身穿細小泳衣、把潤滑液塗滿身體的樣子進行拍攝的《給大哥哥》（おにいちゃんへ）正式面世。
2008年1月25日，她推出了寫真DVD《Aloha～》（アロハ～），跟以往作品一樣，這部作品同樣收錄她身穿丁字褲的樣子。